# آر بي كي
ار بي كي (بالإنجليزية: RPK)‏ هو سلاح رشاش انتجَه السوفييت في عام1961 ودَخلَ الخدمةً في عام 1964 وعُرِضَ في إستعراضِ عيد العمالِ عام1966 في الساحة الحمراءِ. وأَصْبَحَ سلاحَ الفرق الآليِ القياسي في أكثر جيوشِ حلفِ وارسو. استبدل ب ال 5.45ملم RPK-74 التي تتسلح به اليوم الجيوش الشرقية.

## مستخدمون
- أفغانستان[2]
- ألبانيا:[2]  .[3]
- بلغاريا: LMG , 5.56x45مم ناتو. he LMG-F.[2][4][5][6]
- كمبوديا[7]
- الرأس الأخضر[2]
- الكاميرون[بحاجة لمصدر]
- جمهورية أفريقيا الوسطى[2]
- تشاد[2]
- جزر القمر[2]
- قالب:بيانات بلد Congo-Brazzaville[2]
- كوبا[2]
- جيبوتي[2]
- مصر[بحاجة لمصدر]
- غينيا الإستوائية[2]
- إثيوبيا[2]
- غينيا بيساو[2]
- المجر[2]
- إيران[2]
- العراق[2]
- لاتفيا[2]
- ليبيا[2]
- ماليزيا:  .[8]
- مالي[2] –
- مالطا[2]
- منغوليا[9]
- المغرب[بحاجة لمصدر]
- موزمبيق[2]
- نيكاراغوا[2]
- نيجيريا[2]
- كوريا الشمالية: Type 64.[2]
- بولندا[2] الاتحاد السوفيتي , .
 كبكج وز. 1988 تنتالوم.
- رومانيا:>
- روسيا[2] RPK-74 RPK-74M
- سيشل[2]
- سيراليون[بحاجة لمصدر]
- الصومال[2]
- السودان[2]
- سوريا[2]
- تنزانيا[2]
- أوغندا[2]
- أوزبكستان[2]
- فيتنام[10]
- اليمن[2]
- زيمبابوي[2]
- الجزائر[2]

## وصلات خارجية
- N. Manual-Kalashnikov-1973 Soviet RPK Manual Covering Operation and Repair
- EnemyForces.com
- Modern Firearms—RPK
- Modern Firearms—RPK-74
- Kalashnikov.guns.ru
- Video of operation (RPK-74) على يوتيوب (باليابانية)